# Ерванд II
Ерва́нд II (арм. Երվանդ Բ.; погиб 1 октября 331 до н. э.) — наследственный сатрап, затем царь Армении в 336—331 годах до н. э.

## Биография
По сведениям греческих и римских источников, будучи сатрапом Армении, Ерванд II и сатрап Малой Армении Михрвахишт (Вахе) участвовали в битве при Иссе (333 год до н. э.). Армянские войска оказали мощное сопротивление македонским войскам, и из-за этого Александр Македонский не смог догнать и убить спасавшегося бегством царя Персии Дария III Кодомана. По свидетельству армянского историка Мовсеса Хоренаци, в отместку за это Александр Македонский убил Михрвахишта (Вахе). Ерванд же, вернувшись в Армению, провозгласил себя самовластным царём.
Ерванд II погиб в битве при Гавгамелах, сражаясь на стороне персидского царя Дария III. Михран, сын Ерванда, добровольно перешел на сторону Александра Македонского ещё в битве при Гранике. Александр принял его с большими почестями. Он также выступал на стороне Александра в битве при Гавгамелах против Дария и против войск, которыми командовал его отец Ерванд II.